# Mary Everest Boole
Mary Everest Boole (ur. 1832 w Wickwar, zm. 1916) – angielska matematyczka samouk, autorka pracy Philosophy and Fun of Algebra (1909). Bratanica sir George'a Everesta, od 1855 roku żona matematyka George'a Boole'a.

## Życiorys
Urodzona w 1832 roku w Wickwar, od piątego roku życia dorastała w Poissy, we Francji. Otrzymała edukację w domu, została wtedy zainteresowana matematyką przez guwernera Deplace'a. Jego przystępny sposób przekazywania wiedzy już wtedy jej zaimponował. W wieku 11 lat wraz z rodziną wróciła do Wielkiej Brytanii, a wkrótce potem została asystentką ojca. W tym czasie uczyła się sama matematyki z książek ojca. W roku 1852 George Boole został jej nauczycielem, a po śmierci ojca w roku 1855, gdy miała 23 lata wyszła za niego za mąż, choć był od niej 17 lat starszy. Następnie przenieśli się do hrabstwa Cork w Irlandii. Mary pomagała mężowi przy pisaniu dzieła "The Laws of Thought".
Para spędziła razem następne dziewięć lat, doczekawszy się pięciu córek (Mary, Margaret, Alicia, Lucy, i Ethel). W 1864 roku Boole zmarł na zapalenie płuc. Po jego śmierci Mary Boole powróciła do Anglii, gdzie zaproponowano jej stanowisko bibliotekarki w Queens College w Londynie. Zaczęła też prywatnie nauczać matematyki, początkowo kobiety, później dzieci. Jako nauczycielka powielała koncepcje swojego guwernera z dzieciństwa. Wierzyła, że dzieci mogą uczyć się matematyki przez zabawę. W wieku 50 lat zaczęła pisać książki i artykuły o swoich metodach i poglądach, publikując je aż do śmierci. Zmarła w wieku 84 lat.

## Rodzina
Wszystkie córki Mary Boole odniosły sukces:
Alicia Boole Stott (1860-1940) została ekspertem w geometrii czterowymiarowej.
Ethel Lilian (1864-1960) wyszła za mąż za polskiego rewolucjonistę, Wilfrida Michaela Voynicha. Była autorką wielu książek, w tym "The Gadfly" (Szerszeń).
Mary Ellen wyszła za mąż za matematyka Charlesa Hintona.
Margaret (1858-1935) była matką matematyka G.I Taylora.
Lucy Everest (1862-1905) była utalentowanym chemikiem i została pierwszą kobietą-dziekanem Instytutu Chemii.